# Otto-Linne-Denkmal
Das Otto-Linne-Denkmal ist zu Ehren von Otto Linne (1869–1937), dem zweiten Garten- und Friedhofsdirektor der Stadt Hamburg, im Jahre 2007 anlässlich seines 70. Todesjahres errichtet worden und wurde am 16. September 2007 der Öffentlichkeit übergeben.

## Lage
Das Denkmal befindet sich auf dem Hamburger Hauptfriedhof Ohlsdorf. Es ist am Übergang des Z-Kanals zum T-Teich positioniert und steht somit gegenüber der Grabstätte der Familie Linne.

## Entstehung
Das Denkmal wurde auf Initiative des Fördervereins Ohlsdorfer Friedhof e.V. im Jahre 2007 realisiert. Dazu wurde im Jahre 2006 ein zweiphasiger Gestaltungswettbewerb ausgetragen, aus dem zwei erste Preise hervorgingen. Es handelte sich dabei um die Vorschläge des Künstlers Andreas Oldörp und der Hamburger Designern Jan Hoffmann, Sebastian Post und Johannes Weisser, die unter dem Namen ihres Büros tv-p.design am Wettbewerb teilnahmen. Anfang 2007 wurde tv-p.design vom Förderverein mit der Realisierung ihres Entwurfs beauftragt. Ausschlaggebend waren die niedrigeren Kosten.

## Gestaltung
Das Denkmal für Otto Linne ist eine attributlose Skulptur. An ihr sind keine Symbole, Zeichen oder Allegorien vorhanden, die ein möglicherweise verklärendes Sinnbild über das Werk Linnes zeichnen könnten. Stattdessen stehen vier Sandsteinstelen am südlichen Ende des Z-Kanals. In ihrer tektonischen Anmutung und in ihrem räumlichen Zusammenhang sollen sie sich als ein rücksichtsvolles Erinnerungselement auf den Einfluss Otto Linnes für den Ohlsdorfer Friedhof verweisen. Am gegenüberliegenden Ende des Kanals stellt die Skulptur eine Wechselwirkung mit dem Familiengrab Linnes her. Sie erhöht die Bedeutung der von Linne entworfenen Achse, an deren einem Ende sein Grab und an deren anderem Ende sein Denkmal positioniert ist. In diesem Sinne soll das Denkmal weniger einen Ort als einen Raum des Gedenkens generieren.
Innerhalb des Gesamtgeländes übernimmt dieser Gedenkraum eine ähnliche Funktion wie der Rosengarten mit seinem Denkmal für den Friedhofsdirektor Wilhelm Cordes. Im Cordesteil der Anlage erkennt man deutlich die formalen Vorlieben des Planers. Geschwungene Wegführungen und akzentuierte Durchblicke zeigen den Friedhof als einen Landschaftspark. Im Rosengarten finden sich eine Vielzahl dieser Planungsaspekte wieder. Vegetabil anmutende Pfade entlang kreisförmiger und elliptischer Rosenbeete finden ihren Höhepunkt auf einer kleinen Erhebung mit dem von Fritz Schumacher entworfenen Denkmal für Wilhelm Cordes. Ein Triumphbogenmotiv mit dessen Büste in der Mitte betont wie ein Bühnenbild den dahinter liegenden Park. In seiner Kohäsion zeigt das Arrangement des Rosengartens einen repräsentativen Ausschnitt der Friedhofsplanung Cordes’. Für Otto Linne ist mit dem Denkmal einen ebenbürtiger Gedenkort geschaffen worden. Die im Rosengarten vorgefundenen planerischen Gesichtspunkte, wie der des repräsentativen Ausschnitts oder der Bühnenbildcharakter, dienen dabei als Vorbild, um für den Ohlsdorfer Friedhof eine Art von Denkmaltypologie herzustellen.
Diese Typologie soll zum einen das unterschiedliche Schaffen der Friedhofsplaner zur Geltung bringen, zum anderen aber auch auf den gleichen Stellenwert von Cordes und Linne hinweisen. Von besonderer Bedeutung ist dabei das Thema des Triumphbogenmotivs, das durch seinen Standort die jeweiligen Prämissen der Planer erkennen lässt. Bei dem Denkmal für Otto Linne sind es die vier Sandsteinstelen, die an den Triumphbogen für Cordes erinnern. Hier besitzen sie aber eine abstrahierte Form und sind den Gestaltungsgesichtspunkten Otto Linnes untergeordnet. Der mittlere Zwischenraum der Stelen öffnet den Blick auf das Grab Linnes. Diese Perspektive ähnelt zum einen der Anordnung der Büste im Bau Fritz Schuhmachers, ist aber vor allem ein Verweis auf die von Linne angelegte Achse des Kanals. Nicht ohne Grund hat sich Otto Linne diesen Ort als letzte Ruhestätte für sich und seine Familie ausgesucht. Unterstreicht diese Standortwahl doch sein Verständnis von Raumaufteilung, die er im Ohlsdorfer Friedhof praktiziert hat. Das Denkmal unterstreicht lediglich diese Planungsauffassung, hält aber gleichzeitig einen respektvollen Abstand von seinem Grab. Eine direkte Verquickung von Denkmal und Grab wäre nicht im Interesse Linnes, der sich für eine Standardisierung der Grabmäler eingesetzt hat. Die reduzierte Form der vier Sandsteinstelen ist zum einen ein Zitat auf der von Linne geprägten Orthogonalstruktur. Zum anderen stehen sie aber in einem Kontrast zu der von Bäumen und Büschen geprägten Umgebung, wodurch der besondere Charakter hervorgehoben wird. Eine fünfte Stele liegt auf der anderen Seite des Weges und dient als Sitzgelegenheit. Sie ist ein Zitat des Triumphbogens, der jedoch von den Stelen heruntergenommen wurde und nun als Parkmöbel dient. Die Friedhofsbesucher haben von hier aus sitzend die Möglichkeit diese Perspektive zu betrachten.
Das Denkmal ist massiv aus Obernkirchener Sandstein gearbeitet.

## Bilder

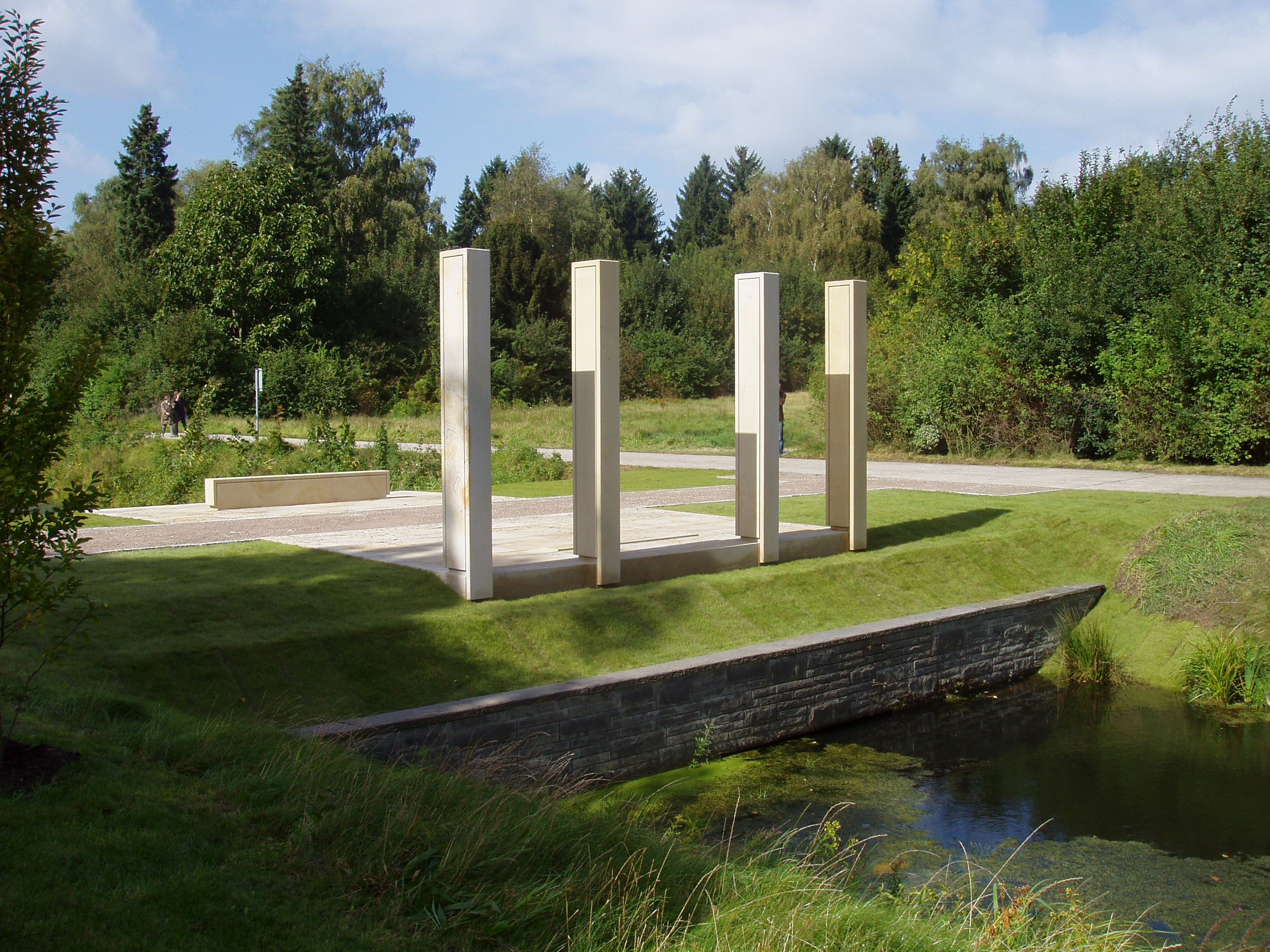
Otto-Linne-Denkmal
Blick auf das Linnegrab
Detailansicht, Inschrift
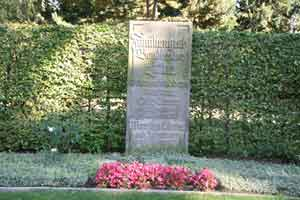
Grabstätte Nahaufnahme